# صالح الشيحي
صالح بن محمد الشيحي (1976 - 19 يوليو 2020) هو كاتب صحفي سعودي ينتهج الخط الإصلاحي في كتاباته ومشاركاته الإعلامية والمنبرية المختلفة، كان يكتب زاوية يومية في الصفحة الأخيرة من جريدة الوطن السعودية تعنى بهموم الشارع السعودي.

## السيرة الذاتية
ولد عام 1976 في رفحاء بالسعودية، ودرس إلى أن حصل على شهادة البكالوريوس في اللغة العربية، ثم حصل على عضوية في مجلس إدارة نادي الحدود الشمالية الأدبي، قبل أن يعمل كمدير تحرير في مجلة الثقافية الصادرة عن الملحقية الثقافية السعودية في بريطانيا، وكان قبل ذلك محررا متعاوناً في صحيفة عكاظ أثناء المرحلة الثانوية؛ ثم صحيفة المدينة، وتفرغ بعدها للعمل الصحفي لمدة عام في صحيفة الوطن في مرحلة ما قبل التأسيس وحتى صدورها. وأصبح كاتب متخصص في الشؤون المحلية في نفس الجريدة، بالإضافة إلى مشاركته في تحرير صحيفة العرب القطرية.
قبل أن يتلحق صالح للتحرير في جريدة الوطن، كان كاتب صحفي إسبوعي في جريدة المدينة (الملاعب الرياضية) خلال العامين 1411 هــ 1412هـ، كما شغل نفس المنصب في مجلة حياة الناس (1423 ـ 1424)، وعمل في الفترة ما بين 1424هـ ـ 1425هـ ككاتب صحفي في مجلة اقتصاد، ثم عاد لنفس المجلة سنة 1431هـ واستمر يحرر بها حتى أواخر أيامه.

## المسيرة الصحفية
تحظى مقالات صالح بمتابعة القارئ المحلي السعودي بشكل عام وفي المناطق الشمالية السعودية بشكل خاص وقد أُوقف عن الكتابة لمدة شهر مرتين بسبب انتقاده لوزراء سعوديون، كان الإيقاف الأول بسبب انتقادات وجهها لوزير البترول السعودي علي النعيمي، كما تم إيقافه عن الكتابة مرة أخرى عندما كتب مقالة ينتقد فيها وزير النقل السعودي الحالي جبارة بن عيد الصريصري. زادت شهرة صالح بعد ظهوره في قناة روتانا خليجية؛ حيث اتهم الديوان الملكي بالفساد؛ خاصة في مسألة منح الأراضي للعائلات التي لها صلة قرابة مع أحد العاملين في الديوان.

## وفاته
توفي صالح الشيحي في يوم الأحد 28 ذو القعدة 1441 هـ الموافق 19 يوليو 2020 جراء إصابته بمرض فيروس كورونا المستجد، وكان قد أكمل الأسبوع الثالث على جهاز التنفس الاصطناعي لدعم أجهزته الحيوية، ونقل من عرعر إلى الرياض بواسطة الإخلاء الطبي الجوي السعودي.